# 유진 오르만디

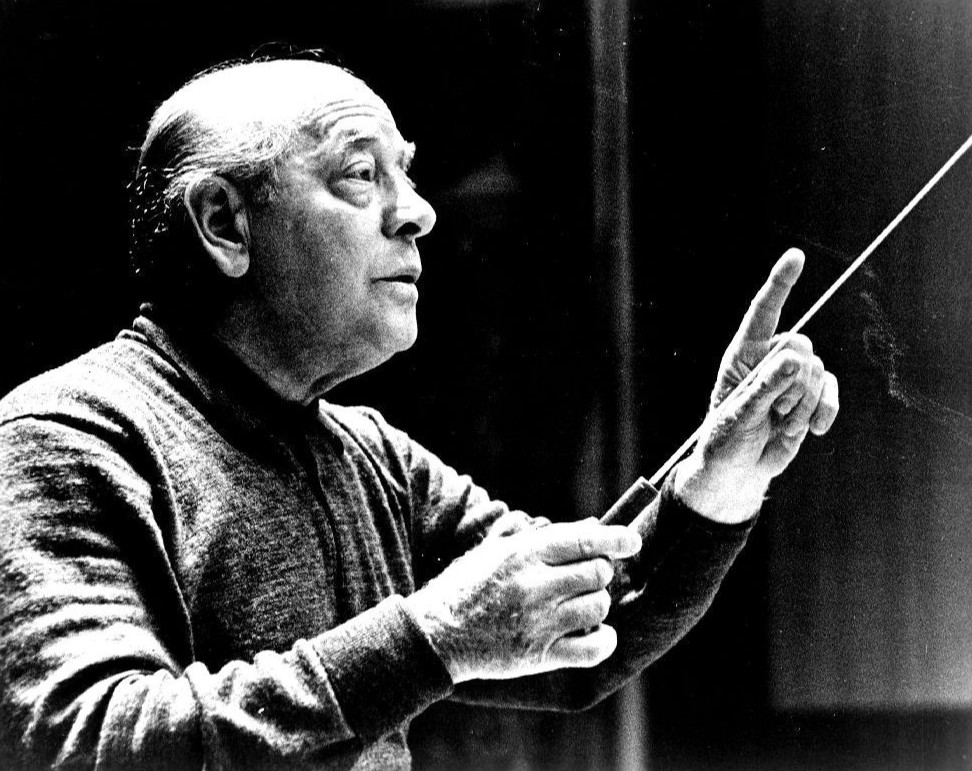
유진 오르만디 (1973년)

유진 오르만디(Eugene Ormandy, 1899년 11월 18일 ~ 1985년 3월 12일)는 헝가리에서 태어난 미국의 바이올린 연주자이자 지휘자이다.
5세 때 부다페스트 음악원(현 Franz Liszt Academy of Music)에 들어가 19세 때 그 학교의 교수가 되었다. 1920년 미국으로 건너가 1927년 귀화하였다. 32세 때 미네아폴리스 교향악단(Minneapolis Symphony)의 상임지휘자가 되고, 이어 필라델피아 오케스트라로 옮겼다.
광범한 레퍼토리와 강렬한 색채의 지휘로 현대 최고의 지휘자 중 한 사람으로 꼽힌다.

## 서훈
- 1976년 영국 명예 대영 제국 훈장 2등급(honorary KBE, 외국인대상 정원외)

## 참고 자료
- 이 문서에는 다음커뮤니케이션(현 카카오)에서 GFDL 또는 CC-SA 라이선스로 배포한 글로벌 세계대백과사전의 내용을 기초로 작성된 글이 포함되어 있습니다.